# Silene sachalinensis
Silene sachalinensis là loài thực vật có hoa thuộc họ Cẩm chướng. Loài này được Fr. Schmidt miêu tả khoa học đầu tiên.